# Fullmetal Alchemist: Brotherhood
Fullmetal Alchemist: Brotherhood (鋼の錬金術師 FULLMETAL ALCHEMIST, Hagane no Renkinjutsushi) és un anime japonès, adaptació del manga Fullmetal Alchemist de Hiromu Arakawa. La sèrie va ser produïda per Bones, dirigida per Yasuhiro Irie, guionitzada per Hiroshi Ōnogi i composta per Akira Senju. La sèrie es va concebre per crear una adaptació fidel que seguís la història sencera del manga original, ja que l'anime de 2003 se'n va desviar a partir d'un punt en què no hi havia capítols del manga per adaptar.
La producció de Fullmetal Alchemist: Brotherhood va començar el 2008. La sèrie va tenir 64 episodis, i es va emetre a les cadenes de televisió MBS i TBS d'abril de 2009 a juliol de 2010. Al 30 Manga Barcelona, Selecta Visión va anunciar que doblaria l'anime al català. La sèrie sencera es va estrenar en català a Anime Box el 29 d'abril de 2025.
Fullmetal Alchemist: Brotherhood va rebre elogis de la crítica i es considera una de les millors sèries d'anime de tots els temps. Els crítics van assenyalar la seva fidelitat al manga i la seva introducció de personatges i detalls de la trama que no estaven presents a l'anime de 2003; els episodis climàtics també van ser elogiats tant per les escenes d'acció com per missatges morals.

## Trama
Els germans Edward i Alphonse Elric són pujats per la seva mare Trisha Elric al remot poble de Resembool, al país d'Amestris. El seu pare Hohenheim, un alquimista conegut i molt dotat, havia abandonat la seva família quan els nois encara eren petits i, a càrrec de la Trisha, van començar a mostrar una afinitat per l'alquímia i curiositat pels seus secrets. Tanmateix, quan la Trisha mor d'una malaltia persistent, els cuiden la seva millor amiga Winry Rockbell i la seva àvia Pinako. Els nois llavors viatgen pel món per avançar en la seva formació alquímica tutelats per Izumi Curtis. En tornar a casa, tots dos decideixen intentar recuperar la seva mare amb l'alquímia. Tanmateix, la transmutació humana és un tabú, ja que és impossible fer-la correctament. A causa de la transmutació fallida, el cos de l'Al desapareix i l'Ed perd la cama esquerra. En un últim intent de mantenir viu el seu germà, l'Ed sacrifica el seu dret per recuperar l'ànima de l'Al i l'uneix a una armadura que hi ha a prop. Aleshores l'Edward rep unes pròtesis d'automail de la Winry i la Pinako i els germans incendien la seva casa, cosa que simbolitza la seva determinació i la decisió de "no tornar enrere", i es dirigeixen a la capital per convertir-se en alquimistes estatals sancionats pel govern. Després d'aprovar l'examen, l'exèrcit estatal dona el títol de "Fullmetal Alchemist" a l'Edward, i els germans comencen la seva recerca per recuperar els seus cossos sencers amb la llegendària Pedra Filosofal, liderats pel coronel Roy Mustang. Al llarg del camí, descobreixen una profunda conspiració governamental per amagar la veritable naturalesa de la Pedra Filosofal que implica els homuncles, els alquimistes de la nació veïna de Xing, l'home de la cicatriu de la nació devastada per la guerra d'Ishval i el passat del seu mateix pare.

## Doblatge
| Personatge     | Japonès           | Català              |
| -------------- | ----------------- | ------------------- |
| Edward Elric   | Romi Park         | Xavier Castañer     |
| Alphonse Elric | Rie Kugimiya      | Ariadna Giménez     |
| Roy Mustang    | Shin-ichiro Miki  | Carles Lladó        |
| Winry Rockbell | Megumi Takamoto   | Carme Ambrós        |
| Maes Hughes    | Keiji Fujiwara    | Ramon Hernández     |
| Riza Hawkeye   | Fumiko Orikasa    | Carme Calvell       |
| Scar           | Kenta Miyake      | Joan Carles Gustems |
| Ling Yao       | Mamoru Miyano     | Lluís Nicolau       |
| Lan Fan        | Nana Mizuki       |                     |
| May Chang      | Mai Goto          | Eva Ordeig          |
| King Bradley   | Hidekatsu Shibata | Xavier Martín       |
| Luxúria        | Kikuko Inoue      | Marta Moreno        |
| Enveja         | Minami Takayama   | Marc Gómez          |
| Avarícia       | Yuichi Nakamura   | Eduard Itchart      |

## Producció
Al 20è volum del manga Fullmetal Alchemist, publicat l'agost de 2008, l'autora de la sèrie Hiromu Arakawa va anunciar que hi havia una segona adaptació a anime en producció; la sèrie anterior, Fullmetal Alchemist, havia debutat l'any 2003 i tenia una història que divergia a mig camí. El títol japonès de la segona adaptació esdevindria Hagane no Renkinjutsushi: Fullmetal Alchemist (鋼の錬金術師 FULLMETAL ALCHEMIST, abreujat 鋼の錬金術師FA), amb una traducció a l'anglès del títol com a subtítol per diferenciar-la de la sèrie original, mentre que la versió internacional porta simplement el subtítol Brotherhood.
L'estudi Bones va produir Brotherhood i va tenir al capdavant Yasuhiro Irie de director, Hiroshi Ōnogi d'escriptor, i Akira Senju de compositor. Les actrius de doblatge Romi Park i Rie Kugimiya van repetir els papers d'Edward i Alphonse Elric, respectivament. A diferència del primer anime, el segon anime segueix fidelment la història completa del manga. Irie es va haver d'enfrontar a les dificultats de fer la sèrie tan atractiva com fos possible. A causa de la gran popularitat que tenia entre els fans, Irie es va haver de centrar correctament en el personatge de Roy Mustang. Quan el manga estava a punt de finalitzar el maig de 2010, Irie va anunciar que el personal de Bones ja estava treballant en els últims episodis adaptant el final i va dir que li va impactar molt la conclusió de la sèrie.
El compositor musical de Brotherhood va ser Akira Senju. La primera banda sonora de CD d'aquest anime es va publicar el 14 d'octubre de 2009. La segona banda sonora del CD de l'anime es va publicar el 24 de març de 2010. La tercera banda sonora del CD va sortir a la venda el 7 de juliol de 2010. Fullmetal Alchemist Final Best, una recopilació d'openings i endings, es va publicar el 28 de juliol de 2010. El 29 de juny de 2011, va sortir a la venda la banda sonora original de Fullmetal Alchemist: The Sacred Star of Milos (FULLMETAL ALCHEMIST Nageki no Oka no Seinaru Hoshi), composta per Taro Iwashiro.
Els openings i endings dels primers 14 episodis són respectivament "Again" (lit. ‘Un altre cop’), de Yui, i "Uso" (嘘, lit. ‘Mentida’), de Sid. De l'episodi 15 al 26, els openings i endings respectius són "Hologram" (lit. ‘Holograma’), de Nico Touches the Walls, i "Let It Out" (lit. ‘Deixa-ho anar’), de Miho Fukuhara. De l'episodi 27–38, els openings i endings respectius són "Golden Time Lover" (lit. ‘Amant del temps daurat’), de Sukima Switch, i "Tsunaida Te" (つないだ手, lit. ‘Mans agafades’), de Lil'B. De l'episodi 39 al 50, els openings i endings respectius són "Period" (lit. ‘Període’), de Chemistry, i "Shunkan Sentimental" (瞬間センチメンタル, Shunkan Senchimentaru, lit. ‘Moment sentimental’), de Scandal. Dels episodis 51 al 62, els openings i endings respectius són "Rain" (レイン, Rein, lit. ‘Pluja’), de Sid i "Ray of Light" (lit. ‘Raig de llum’), de Shoko Nakagawa. Tot i que els episodis 63 i 64 no tenen opening, fan servir "Rain" i "Hologram", respectivament, com a ending.

## Rebuda
Al web d'agregació de ressenyes Rotten Tomatoes, Fullmetal Alchemist: Brotherhood té una puntuació d'aprovació del 100% basada en 14 ressenyes, amb una puntuació mitjana de 8/10. El consens dels crítics del web diu: "Amb una construcció del món impecable, acció emocionant i temes emocionalment intel·ligents, tots els elements s'uneixen per fer que aquest Fullmetal Alchemist reiniciï una destil·lació prístina del gènere shonen". La sèrie es considera un dels millors animes de tots els temps, i ha guanyat el reconeixement de diversos crítics i publicacions.
DF Smith, d'IGN, va assenyalar el curt període entre la sèrie de 2003 i Brotherhood, que va considerar inigualable entre altres animes. Smith va jutjar que el ritme dels primers 14 episodis era més ràpid que els homòlegs de la sèrie original, i va interpretar que la sèrie suposava que l'espectador ja estaria familiaritzat amb els personatges. Smith també va observar que, tot i que aquest enfocament permetia arribar als elements de la història més "emocionants" més ràpidament, excloïa els moments agradables amb personatges secundaris, com la Winry i el general Hughes, que hi ha a la primera adaptació.
Els primers catorze episodis de Brotherhood van ser inicialment criticats per membres d'Anime News Network, que van dir que repetir els fets del primer anime provocava una manca de suspens. Chris Beveridge de Mania Entertainment va dir que l'entreteniment d'aquests episodis raïa en les diferències en les accions dels personatges de la primera sèrie i en el contingut original, centrat en el tema emocional de la sèrie. Beveridge va elogiar les noves escenes de lluita i el drama addicional, que va tornar "sòlids" aquests episodis, mentre que Smith va trobar les escenes d'acció inesperadament "compactes".
Megan Gudeman de CBR va qualificar les relacions a l'anime de "dinàmiques i memorables". Chris Zimmerman de Comic Book Bin va dir que la sèrie canviava i establia la seva pròpia identitat a causa de la inclusió de nous personatges i revelacions no mostrades a la primera sèrie, cosa que n'augmentava la profunditat. Va dir que l'animació era superior a la del primer anime; els seus comentaris es van centrar en les expressions dels personatges i l'execució de les escenes de lluita. Molts dels elogis van anar dirigits als episodis climàtics per la manera com es transmetien les escenes d'acció i la moral; molts crítics els van trobar superiors al final del primer anime Fullmetal Alchemist.
Els crítics van trobar el final satisfactori; Mark Thomas, de The Fandom Post, el va qualificar de "final pràcticament perfecte per a una sèrie excepcional". Charles Solomon, a Los Angeles Times, va classificar Brotherhood com el segon millor anime del 2010 al seu rànquing dels 10 millors.

## Pel·lícula preqüela
Després de l'episodi final de Brotherhood, es va anunciar una nova pel·lícula. El novembre de 2010 es va penjar al web oficial de Fullmetal Alchemist: Brotherhood un tràiler, que confirmava que s'estrenaria una pel·lícula titulada L'Alquimista d'Acer: l'estrella sagrada de Milos s'estrenaria a tot el Japó el juliol de 2011. El film va ser dirigit per Kazuya Murata i va rebre un guió de Yūichi Shinpo. La pel·lícula segueix els intents dels Elric de capturar un criminal en un altre país. Aquesta pel·lícula va ser doblada al català, però no s'ha emès mai enlloc ni s'ha publicat en cap mitjà, la qual cosa el converteix en un doblatge perdut o lost media.